# Хімічний завод у Сен-Фон (Saint-Gobain)
Хімічний завод у Сен-Фон (Saint-Gobain) – колишній виробничий майданчик хімічного спрямування на південному сході Франції, що більшість часу свого існування належав до групи Saint-Gobain.
В 1833 році Клод Перре (Perret) запатентував метод виробництва сульфатної кислоти в свинцевих камерах. За кілька років він став власником копальні Сен-Бель, що могла постачати сировину – пірит, а в 1853-му започаткував завод сульфатної кислоти у Сен-Фоні (дещо південніше Ліону на лівобережжі Рони). Діяльність здійснювали через компанію Perret Frères et Olivier, власниками якої окрім Клода Перре були його сини Мішель і Жан-Батіст, а також ще один винахідник Жюль Олів’є. З огляду на плани розширення під хімічний майданчик одразу придбали велику територію, що в подальшому стала відома як Велика фабрика (la Grande Usine).
Завод почав роботу в 1854-му та станом на 1855-й міг продукувати 118 тонн діоксиду сірки на місяць (діоксид утворювався при спалюванні піритів, після чого контактом з водою у згаданих вище камерах отримували кислоту). Далі сульфатна кислота використовувалась на цьому ж майданчику для виробництва кальцинованої соди за сульфатним методом, при цьому іншу необхідну для соди сировину – хлорид натрію – могли отримувати з розташованого в усті Рони соляного промислу Salin de Giraud. В 1872 році Perret Frères et Olivier була придбана Compagnie de Saint-Gobain, що з XVII століття займалась виробництвом скла та дзеркал, для чого потребувала значних обсягів кальцинованої соди (після придбання заводу в Сен-Фоні Saint-Gobain також почала перетворюватись у хімічного гіганта).
Частину сульфатної кислоти використовували для обробки все того ж хлориду натрію з продукуванням соляної кислоти (постачалась шкіряним підприємствам) та сульфату натрію (також збували склоробам). Ще одним напрямком використання було отримання сульфату міді (мідного купоросу). Крім того, з плином часу споживачами сульфатної кислоти стали заводи компаній Gilliard, Monnet et Cartier (почала роботу в галузі барвників, а з плином часу перетворилась на хімічного гіганта Rhône-Poulenc) та Ciba (займалась виробництвом барвників та пігментів).
За кілька десятиліть сульфатний метод виробництва кальцинованої соди став неконкурентоздатним у порівнянні з аміачним методом бельгійської компанії Solvay. Втім, завод у Сен-Фон отримав новий потужний напрямок витрачання сульфатної кислоти, оскільки в 1890-му узялись за випуск фосфорного добрива – суперфосфату (майданчик в Сен-Фон став третім за часом появи заводом такого типу у Франції). Суперфосфат отримували шляхом обробки сульфатною кислотоюю фосфоритів, а його виробництво швидко зростало і досягнуло в 1910-му 34,5 тисяч тонн.
В 1902 році на протилежному березі Рони в муніципалітеті П'єрр-Беніт компанія Société lyonnaise de l’industrie électrochimique La Volta (La Volta Lyonnaise) ввела в дію перший французький завод безводної сульфатної кислоти, який вже в 1905-му був придбаний Saint-Gobain (при цьому майданчик La Volta Lyonnaise продовжив свій розвиток та в підсумку став провідним у галузі хімії фтору).
В 1910-му завод виробив 78 тисяч тонн сульфатної кислоти.
Асортимент майданчику тим часом продовжував розширюватись. В 1921-му почали виробляти сульфат заліза, а з 1923 по 1926 роки короткочасно випускали комплексне азотно-фосфорне добриво, що складалось з сірчаного розчину ціангідрину з суперфосфатом.
В 1927-му ввели в дію цех електролізу, який використовуючи хлорид натрію продукував каустичну соду, хлор та водень. Це дало можливість продукувати соляну кислоту більш ефективним способом з хлору та водню. Ще одним похідним продуктом став гіпохлорит натрію. Того ж року запустили продукування азотної кислоти з аміаку (останній можливо було отримувати з використанням водню).
Велика депресія мала свої наслідки для майданчику – в 1935-му припинили випуск суперфосфату, а обсяг виробництва сульфатної кислоти в тому ж році становив лише 63% від рівня 1929 року.
У 1930-х роках в Saint-Gobain розробили свою технологію продукування мономеру вінілхлориду та в 1939 (за іншими даними – 1940) році ввели в дію відповідне виробництво. Воно використовувало карбід кальцію, отриманий з належного Saint-Gobain заводу в Модані, для продукування ацетилену, який далі реакцією з соляною кислотою перетворювали на зазначений мономер. Кінцевим продуктом виступав полівінілхлорид (ПВХ). В 1956 запустили другий цех ПВХ, який після модернізації в 1958-му міг випускати 1,6 тисячі тонн ПВХ на місяць.
Станом на початок 1960-х завод міг продукувати 20 тисяч тонн сульфатної кислоти на місяць, що становило 15% від загальнофранцузького виробництва. Цього вдалось досягнути завдяки запуску в 1951 та 1958 роках цехів сульфатної кислоти № 3 та № 4, при цьому довелось залучити сировину німецького походження. Частково сульфатна кислота все ще використовувалась для виробництва соляної кислоти та сульфату натрію за старою технологією реакції з хлоридом натрію, проте одночасно випускали соляну кислоту з хлору та водню, які отримували шляхом електролізу. Також узялись за спорудження ще одного цеху для виробництва з аміаку азотної кислоти, що мало задовольнити зростаючи потреби заводів синтетичного волокна в Ле-Пеаж-де-Руссійон та Бель-Етуаль (Belle Etoile).
З плином часу нафтохімія отримала рішучу перевагу перед вуглехімією у виробництві численних продуктів. Як наслідок, в 1972-му в Сен-Фоні припинили продукування мономеру вінілхлориду, проте продовжили випускати полівінілхлорид з мономеру, який постачали з потужних приморських нафтохімічних заводів у Лавері та Фос-сюр-Мер. Первісно доставку сировини здійснювали по залізниці, але наприкінці 1990-х цю функцію поклали на баржі «Samoen» та «Passaat», які переобладнали для перевезення мономеру вінлхлориду по Роні (можливо відзначити, що на той час всі три заводи вже знаходились під контролем одного власника). Крім того, мономер вінілхлориду можливо було отримувати з заводу в Жаррі, проте останній припинив випуск цього продукту вже у 1983-му.
Крім того, нафтогазова галузь вплинула і на індустрію сульфатної кислоти, оскільки з огляду на екологічні міркування вона продукувала все більше сірки. Зокрема, сірку у великих обсягах отримували під час розробки найбільшого французького газового родовища Лак. Як наслідок, в 1973-му припинили продукування сульфатної кислоти шляхом спалювання піритів (при цьому в 1972-му була закрита копальня Сен-Бель). В той же час, в Сен-Фон цех сульфатної кислоти № 4 доповнили новою піччю та спорудили цех № 5 добовою потужністю 750 тонн.
У 1973-му ввели в дію виробництво перхлоратної кислоти потужністю 500 тонн на рік.
Є відомості, що до 2002-го на майданчику в Сен-Фон здійснювалось продукування амміаку.
Що стосується компаній, які опікувались цим майданчиком, то з 1962-го це була Societe Produits Chimiques Pechiney Saint-Gobain – результат злиття з хімічною компанією Pechiney, яка внесла у засноване на паритетних засадах спільне підприємство свій завод хімії хлору та мономеру вінілхлориду в Сент-Обані. В 1969-му контроль над Pechiney Saint-Gobain отримав вже загадний вище хімічний гігант Rhône-Poulenc (в першій половині 1970-х кілька років носив назву Rhône-Progil), який в 1982-му на тлі кризи у французькій хімічній промисловості був націоналізований. В 1983-му провели реорганізацію зі створенням підконтрольної  нафтогазовій Elf Aquitaine компанії Atochem. В 1992-му Atochem була перейменована на Elf Atochem, а з 2000-го остання стала Atofina, що відображало поглинання Elf-Aquitaine нафтогазовим гігантом Total. В 2004-му Atofina була трансформована у Arkema з метою певного відокремлення від Total та виводу на біржу.
В 2012-му Arkema продала свій бізнес з виробництва вінілхлориду компанії Kem One, що продовжила діяльність у північній частині колишнього майданчику Великої фабрики. Розташована південніше територія за даними геоінформаційних систем вже станом на початок 2000-х мала чимало ознаки запустіння і протягом цього десятиліття тут продовжувалось знесення споруд (при цьому в другій половині 2000-х на частині вивільненої території, що прилягає до Рони, облаштували логістичний термінал компанії Vos Logistics).